# Parathyma malaya
Parathyma malaya är en fjärilsart som beskrevs av Henry Maurice Pendlebury 1933. Parathyma malaya ingår i släktet Parathyma och familjen praktfjärilar. Inga underarter finns listade i Catalogue of Life.